# Golpe de Estado na Guiné em 1984
Golpe de Estado na Guiné em 1984 foi um golpe militar sem derramamento de sangue ocorrido na Guiné em 3 de abril de 1984, liderado pelo Coronel Lansana Conté. Este evento levou a deposição do primeiro-ministro Louis Lansana Beavogui, que ocupava esse cargo desde 1972 e havia assumido as funções presidenciais provisoriamente em 26 de março, quando o presidente de longa data Ahmed Sékou Touré morreu durante uma cirurgia cardíaca de emergência em Cleveland Clinic nos Estados Unidos.

## O golpe
Os militares agiram apenas algumas horas antes que o birô político do Partido Democrático da Guiné (PDG), o único partido legalmente permitido no país, escolhesse um novo líder. Esperava-se que o presidente interino Beavogui vencesse. Segundo a Constituição, o novo líder teria sido eleito automaticamente para um mandato de sete anos como presidente e deveria ser confirmado no cargo por meio de um referendo.
O Coronel Conté suspendeu a constituição e dissolveu o Partido Democrático da Guiné, a Assembleia Nacional e todas as organizações de massa. O Comitê Militar de Recuperação Nacional (CMRN) foi criado como uma junta militar governante. Este órgão ordenou a libertação dos prisioneiros políticos mantidos no campo de concentração de Camp Boiro. Conté foi nomeado como novo presidente em 5 de abril.

## Resultado
Posteriormente, uma disputa pelo poder desenvolveu-se entre Conté e um membro do Comitê Militar, Diarra Traoré (que atuou brevemente como primeiro-ministro em abril-dezembro de 1984), sendo este último executado após uma fracassada tentativa de golpe de Estado em julho de 1985. Conté aproveitou a tentativa de golpe para executar vários dos colaboradores mais próximos de Ahmed Sekou Touré, incluindo seu meio-irmão Ismaël Touré (ex-procurador-chefe em Camp Boiro), Mamadi Keïta, Siaka Touré (ex-comandante de Camp Boiro),  Moussa Diakité, e Abdoulaye Touré (ex-ministro das Relações Exteriores).
Conté permaneceu no poder até sua morte em 22 de dezembro de 2008, que foi quase que imediatamente seguida por outro golpe de Estado, liderado pelo capitão Moussa Dadis Camara.